# Robert Tear
Robert Tear CBE (* 8. März 1939 in Barry, Wales; † 29. März 2011 in London) war ein britischer Opern- und Oratoriensänger (lyrischer Tenor). Er galt neben Peter Pears und Philip Langridge als einer der besten britischen Tenöre seiner Zeit.

## Leben
Er studierte Gesang in Cambridge, wo er 1957 bis 1961 im Chor von King’s College sang. Daraufhin wurde er Mitglied der English Opera Group und sang in ganz England und auf Auslandstourneen, unter anderem die Glanzrollen des Britten-Repertoires. 1970 debütierte er in Covent Garden bei der Uraufführung von Michael Tippetts The Knot Garden. Neben dem englischen pflegte Robert Tear auch das italienische und das russische Repertoire und war ein sehr gefragter Mozart-Interpret (z. a. als Tamino, Belmonte, Idomeneo).
Während Philip Langridge mit Nicolai Gedda verglichen wurde, wurden Robert Tear stimmliche und gesangliche Ähnlichkeiten mit Peter Schreier attestiert, der seine Laufbahn ebenfalls als Kirchenchorsänger begonnen hatte und mit dem Tear, neben den Mozart-Rollen, auch die Leidenschaft für geistlichen Gesang (Kantaten  von Johann Sebastian Bach, Oratorien von Georg Friedrich Händel) teilte.

## Diskografie
- Hector Berlioz – Béatrice et Bénédict Bénédict unter Colin Davis (Philips) 1977
- Richard Wagner – Der Ring des Nibelungen Loge unter Wolfgang Sawallisch (EMI) 1989